# Colin Montgomerie
Colin Stuart Montgomerie OBE (nascido em 23 de junho de 1963) é um jogador escocês de golfe profissional.
Também conhecido como Monty, é um dos melhores jogadores da Europa. No total, em sua carreira, venceu quarenta torneios. Ficou entre os dez primeiros no ranking mundial em 1994. Além disso, tem cinco segundos lugares: Aberto dos Estados Unidos de 194, 1997 e 2006; Campeonato do PGA de 1995; e Aberto Britânico de 2005.
Em 2013, Montgomerie foi introduzido no Hall da Fama do Golfe Mundial.